# ألفية الأرجل الحقيقية
ألفية الأرجل الحقيقية (الاسم العلمي: Eumillipes)، جنس من ألفية الأرجل تتبع فصيلة الميزابية. يشتمل على نوع واحد، ألفية الأرجل الحقيقية البيرسيفوني، المعروف من حقول الذهب الشرقية في غرب أستراليا. جُمع هذه النوع لأول مرة في عام 2020، وأُكتشف في ثلاثة حفر، يعيش على أعماق تتراوح بين 15 مترًا (49 قدمًا) و 60 مترًا (200 قدمًا).